# 1610
1610 (MDCX) fue un año común comenzado en viernes según el calendario gregoriano.

## Acontecimientos
- 7 de enero: Galileo Galilei descubre tres lunas de Júpiter. También es el primer ser humano en ver Saturno.
- 12 de enero: España: Se decreta la expulsión de los moriscos de Andalucía.
- 13 de enero: Galileo Galilei descubre Calisto, el cuarto satélite galileano de Júpiter.
- 14 de mayo: París: el fanático católico François Ravaillac apuñala a Enrique IV, rey de Francia.
- 3 de agosto: Henry Hudson entra en la bahía que lleva su nombre.
- Llega el té a Europa de mano de los mercaderes neerlandeses.

## Arte y literatura
- 16 de abril. Lope de Vega firma y fecha su obra teatral La buena guarda.
- William Shakespeare
  - Cymbeline.
  - The Winter's Tale
- Ben Jonson
  - El Alquimista
- Galileo Galilei: Sidereus Nuncius.
- Pedro de Abreu: Exposición del himno que hicieron los tres mancebos en el horno de Babilonia.

## Nacimientos
- 1 de abril: Charles de Saint-Évremond, escritor francés (f. 1703).
- 26 de abril: Alejandro VIII papa de la Iglesia católica (f. 1691)
- 4 de septiembre: Giovanni Andrea Sirani, pintor italiano (f. 1670)
- 15 de diciembre: David Teniers el Joven, pintor y grabador flamenco (f. 1690).
- Juan Lozano y Lozano, arzobispo de Palermo y virrey de Nápoles (f 1679).[1]
- Ignacio Molarja, misionero jesuita italiano, y explorador de la Nueva España (f. 1658).

## Fallecimientos
- 14 de julio: Francisco Solano, santo y religioso español (n. 1549).
- 18 de julio: Michelangelo Merisi, Caravaggio, pintor barroco italiano (n. 1571).
- 5 de agosto: Alonso García Ramón, militar español (n. 1552).
- 9 de noviembre: George Somers, corsario y explorador inglés (n. 1554).
- Beatriz de Aguilar, religiosa española, que escribió poesía en el siglo XVI-XVII (n. 1570).